# Frederick Smith
Frederick Smith (30 de desembre de 1805 - 16 de febrer de 1879) va ser un entomòleg britànic. Smith va treballar al departament de zoologia del Museu Britànic des de 1849, especialitzant-se en els Hymenoptera. El 1875 va ser promogut a Ajudant de Manteniment de Zoologia. Entre les seves publicacions s'inclouen Catalogue of Hymenopterous Insects (7 parts, 1853-1859) i parts 5 (1851) i 6 (1852) de la Nomenclature of Coleopterous Insects. Smith va presidir la Royal Entomological Society, 1862-3.
El seu fill, Edgar Albert Smith (1847-1916), va ser un zoòleg i malacòleg.